# Bård Mjølne
Bård Mjølne (* 18. Januar 1971) ist ein ehemaliger norwegischer Biathlet.
Bård Mjølne lebt in Figgio. Zwischen 1996 und 1998 kam er mehrfach auf höchster internationaler Ebene zum Einsatz. Sein Debüt im Biathlon-Weltcup gab er 1996 zum Saisonauftakt in Lillehammer und wurde dort 47. eines Sprintrennens. Nur wenig später gewann er in Östersund als 24. des Einzels seine ersten Weltcuppunkte. Im weiteren Saisonverlauf erreichte er als 13. eines Verfolgers in Oberhof sein bestes Weltcupresultat. In Antholz kam er an der Seite von Sylfest Glimsdal, Jon Åge Tyldum und Ole Einar Bjørndalen auf den dritten Rang im Staffelrennen. Höhepunkt der Saison wurden die Biathlon-Weltmeisterschaften 1997 in Osrblie. Bei seinem einzigen WM-Einsatz wurde Mjølne 58. des Einzels. Nächstes Großereignis wurden die Biathlon-Europameisterschaften 1998 in Minsk, wo der Norweger mit Kjetil Sæter, Kim Skutbergsveen und Stig-Are Eriksen hinter der Deutschen Vertretung die Staffelsilbermedaille gewann. Nach der EM kam Mjølne 1998 nochmals zu mehreren Einsätzen im Weltcup, ohne jedoch nochmals Punkte gewinnen zu können.
National gewann Mjølne 1993 seine erste Bronzemedaille mit der Staffel der Region Rogaland. 1997 kam Silber hinzu, 1998 nochmals Bronze. 1992 und 1993 gewann er Silber im Mannschaftswettkampf. Zu seinen Teamkameraden gehörten unter anderem Arne Idland, Kjell Ove Oftedal und Lars-Sigve Oftedal.

## Biathlon-Weltcup-Platzierungen
Die Tabelle zeigt alle Platzierungen (je nach Austragungsjahr einschließlich Olympische Spiele und Weltmeisterschaften).
- 1.–3. Platz: Anzahl der Podiumsplatzierungen
- Top 10: Anzahl der Platzierungen unter den ersten zehn (einschließlich Podium)
- Punkteränge: Anzahl der Platzierungen innerhalb der Punkteränge (einschließlich Podium und Top 10)
- Starts: Anzahl gelaufener Rennen in der jeweiligen Disziplin
- Staffel: inklusive Mixed- und Single-Mixed-Staffeln

| Platzierung         | Einzel | Sprint | Verfolgung | Massenstart | Staffel | Gesamt |
| ------------------- | ------ | ------ | ---------- | ----------- | ------- | ------ |
| 1. Platz            |        |        |            |             |         |        |
| 2. Platz            |        |        |            |             |         |        |
| 3. Platz            |        |        |            |             | 1       | 1      |
| Top 10              |        |        |            |             | 1       | 1      |
| Punkteränge         | 3      | 1      | 1          |             | 1       | 6      |
| Starts              | 6      | 8      | 3          |             | 1       | 18     |
| Stand: Karriereende |        |        |            |             |         |        |